# Seven Drunken Nights
Seven Drunken Nights è una  canzone tradizionale irlandese, resa celebre dal gruppo The Dubliners. La loro versione raggiunse la posizione numero 7 nelle classifiche di vendita inglesi nel 1967. È basata sullo schema di una più antica ballata scozzese, Our Goodman, talvolta chiamata Four Nights Drunk. 

Normalmente sono cantate solo cinque delle sette notti, a causa della natura troppo volgare delle ultime due. Ogni notte è raccontata in un verso, seguito da un ritornello, nel quale il narratore torna a casa ubriaco trovando segni evidenti del fatto che un altro uomo è stato con sua moglie, la quale gli dà delle spiegazioni, non del tutto convincenti.

## Testo della canzone

### Notti 1-5
La prima sera (generalmente lunedì), il narratore vede uno strano cavallo fuori dalla porta:
As I went home on Monday night as drunk as drunk could be,
I saw a horse outside the door where my old horse should be.
Well, I called me wife and I said to her: "Will you kindly tell to me
Who owns that horse outside the door where my old horse should be?"
Quando tornai a casa lunedì notte, più ubriaco che mai,
vidi un cavallo fuori dalla porta, dove avrebbe dovuto essere il mio vecchio cavallo.
Perciò chiamai mia moglie e le chiesi: "Potresti gentilmente dirmi
di chi è quel cavallo che c'è fuori dalla porta, dove dovrebbe essere il mio vecchio cavallo?"
Sua moglie gli racconta che è soltanto una scrofa che le ha regalato sua madre:
"Ah, you're drunk, you're drunk, you silly old fool, still you can not see
That's a lovely sow that me mother sent to me."
"Ah, sei ubriaco, stupido vecchio imbecille, non riesci neppure a vedere
che è una tenera scrofa che mi ha mandato mia madre."
In ogni verso il narratore nota una pecca nella spiegazione, ma sembra contento di metterci una pietra sopra:
Well, it's many a day I've travelled a hundred miles or more,
But a saddle on a sow sure I never saw before.
Ho viaggiato per molti giorni e per più di cento miglia,
ma una sella su una scrofa sicuramente non l'avevo mai vista prima.
Nelle quattro notti seguenti compaiono un cappotto (in realtà secondo la moglie si tratta di una coperta, sopra la quale lui nota i bottoni), una pipa (una teiera -tea whistle- o in altre versioni un flauto -tin whistle- riempiti di tabacco), due stivali (vasi per i fiori, con i lacci), e infine, essendo questo l'ultimo verso normalmente cantato, una testa che spunta fuori da sotto le coperte. Di nuovo la moglie gli racconta che si tratta di un bambino, inducendolo alla risposta per le rime: "un bambino con i baffi sicuramente non l'avevo mai visto prima". 

Tutto ciò che appare in casa, si dice che sia un regalo della madre della moglie.

### Notti 6-7
Gli ultimi due versi non sono cantati spesso, generalmente considerati troppo volgari, e a causa della loro rarità, ne sono circolate diverse versioni. Il verso sei talvolta mantiene la stessa storia guida: due mani compaiono sul seno della moglie, la quale, dandogli la spiegazione meno verosimile, gli racconta che si tratta solo di un abito da notte, sebbene l'uomo noti che questo abito da notte ha le dita.

Ne esiste un'altra versione con una nota sprezzante: il narratore vede un uomo uscire dalla porta poco dopo le 3 di notte; questa volta la moglie gli dice che era un esattore delle tasse inglese mandato dalla regina. Il narratore, ormai insospettito per ciò che sta succedendo, risponde:
Ho viaggiato per molti giorni e per più di cento miglia,
ma un inglese che dura fino alle 3 di notte, non l'avevo mai visto prima.
Questo si separa notevolmente dallo schema standard: l'allusione è più arguta e dà una stoccata agli inglesi (una pratica diffusa in molte canzoni irlandesi).
Probabilmente la versione più comune del settimo verso vede l'uomo notare un “coso” nella “cosa” di lei, o “nel letto”, dove avrebbe dovuto essere il suo “coso”. Di nuovo la moglie ha una risposta pronta: si tratta di un flauto, e il narratore risponde: 
“… peli sopra un flauto sicuramente non li avevo mai visti prima”.
Altre volte il “coso” coinvolto si dice essere una candela (e in questo caso lei ricicla una scusa da una notte precedente). Il narratore questa volta risponde che non aveva mai visto prima un paio di palle su una candela. In una versione ancor meno ambigua, è la prima volta che il nostro eroe ha visto dei “testicoli su un mattarello”.
Sicuramente la canzone lascia molte cose inspiegate, come ad esempio cosa succede quando l'uomo si alza sobrio e vede quello che gli oggetti sono veramente, oppure se non ci sono più, nota la loro scomparsa (in particolare nel verso 5). Oppure infine come può vedere il “coso” di un uomo, ma non l'uomo stesso.
Un'altra versione poco conosciuta della notte di domenica è la seguente: “è una carota che mi ha mandato mia madre”, con l'osservazione finale “una carota con su le cipolle non l'avevo mai vista prima”.
Un'altra versione: “è solo un mattarello che mi ha mandato mia madre” con l'uomo che dice: “un mattarello con una testa come quella non l'avevo mai visto prima”.
Ancora un'altra versione: "non è nient'altro che un martello che mi ha mandato mia madre”, con l'uomo che nota: “un martello con una testa come quella non l'avevo mai visto prima”.